# Carrer de la Bola
El carrer de la Bola és una via pública de la ciutat espanyola de Madrid, situada en el barri de Palacio, pertanyent al districte Centro. Va des de la plaça de la Encarnación al carrer de Torija.

## Histària
Retolada en els plànols de Texeira (1656) com a carrer de la Encarnación per servir d'accés al convent veí d'aquest nom, va prendre després la denominació, curiosa i de factura popular, de carrer de la Bola en virtut de l'esfera de granit que protegia el guardacantó d'una de les seves cantonades.; nom amb què apareix en el plànol d'Antonio Espinosa de los Monteros (1769). Més tard, durant el Sexenni Democràtic es va batejar “de Malcampo”, pel general de marina José Malcampo y Monge, gloriosament implicat en la consecució d'aquest període revolucionari i que va ser president del Consell durant el breu regnat de Amadeu I.

## Edificis i establiments
El cronista Pedro de Répide la recordava al començament del segle xx mostrant les façanes de diferents palaus senyorials. En un altre àmbit, informa també que en una impremta que va haver-hi en aquest carrer, es van imprimir les proclames per a la vaga d'agost de 1917.
Diversos edificis d'aquest carrer formen capítol en el camp de «l'ensenyament i instrucció pública», com per exemple l' Asociación de la enseñanza para la mujer establerta en la casa del número 14 en la dècada de 1880. També va estar en el número 6, el Col·legi San Ignacio des de 1941. En l'inici del segle xxi es troba amb entrada pel carrer de Foment una secció de l'I.E.S. Santa Teresa de Jesús.
A la cantonada del carrer Guillermo Roland es manté obert al públic el restaurant castís La bola, capella gastronòmica del popular bullit madrileny, fundat per la família Verdasco en 1802.
El jardí del palau del Duc de Granada de Ega dona a aquest carrer.
Entre els il·lustres veïns que la poblaren, Ángel Fernández de los Ríos esmena al poeta il·lustrat Juan Meléndez Valdés. També residia en aquest carrer el comte de Peña Ramiro.

## Galeria d'imatges

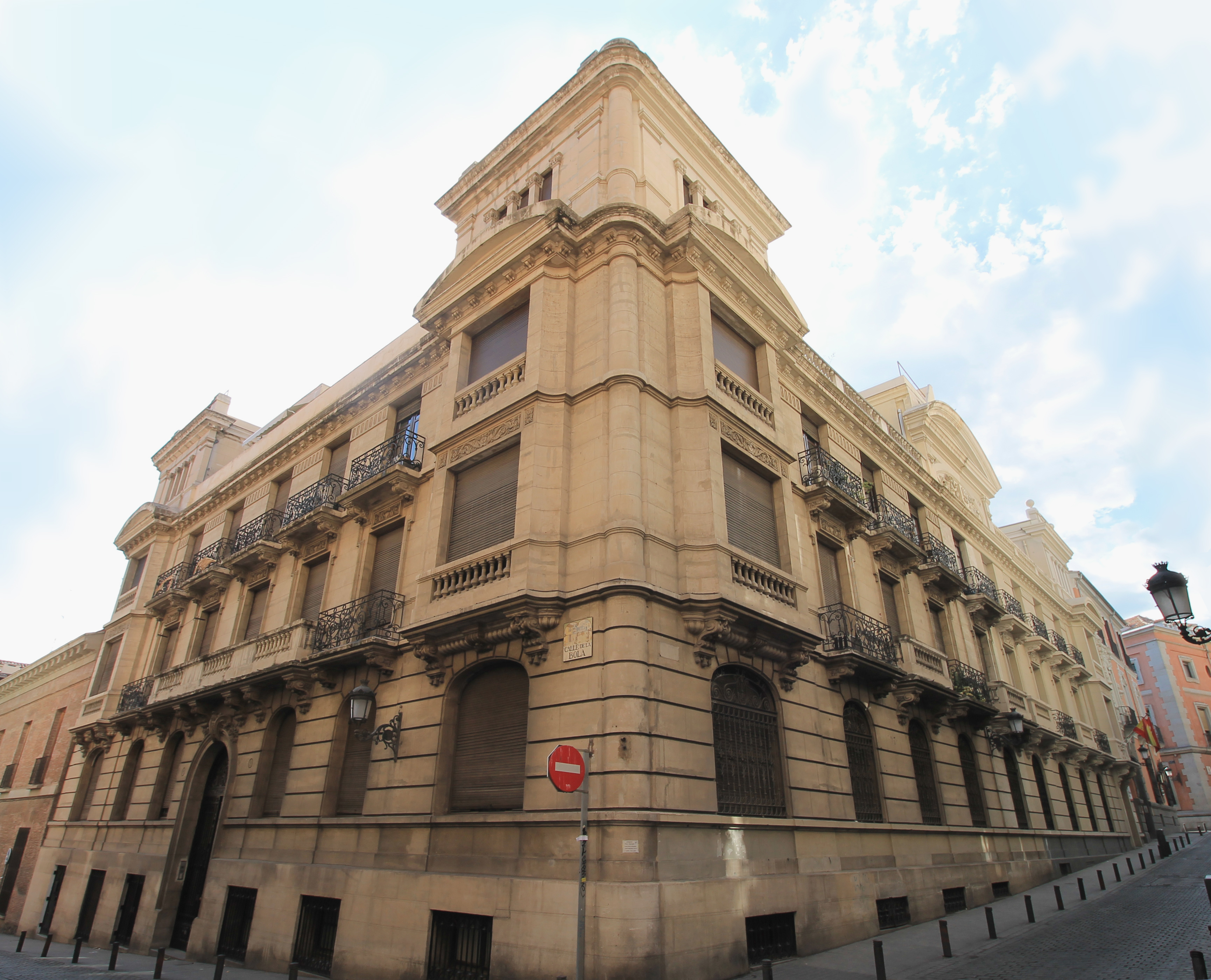
Façana de l'I.E.S. Santa Teresa de Jesús de Madrid, edifici construït en la dècada de 1910 com a habitatges.
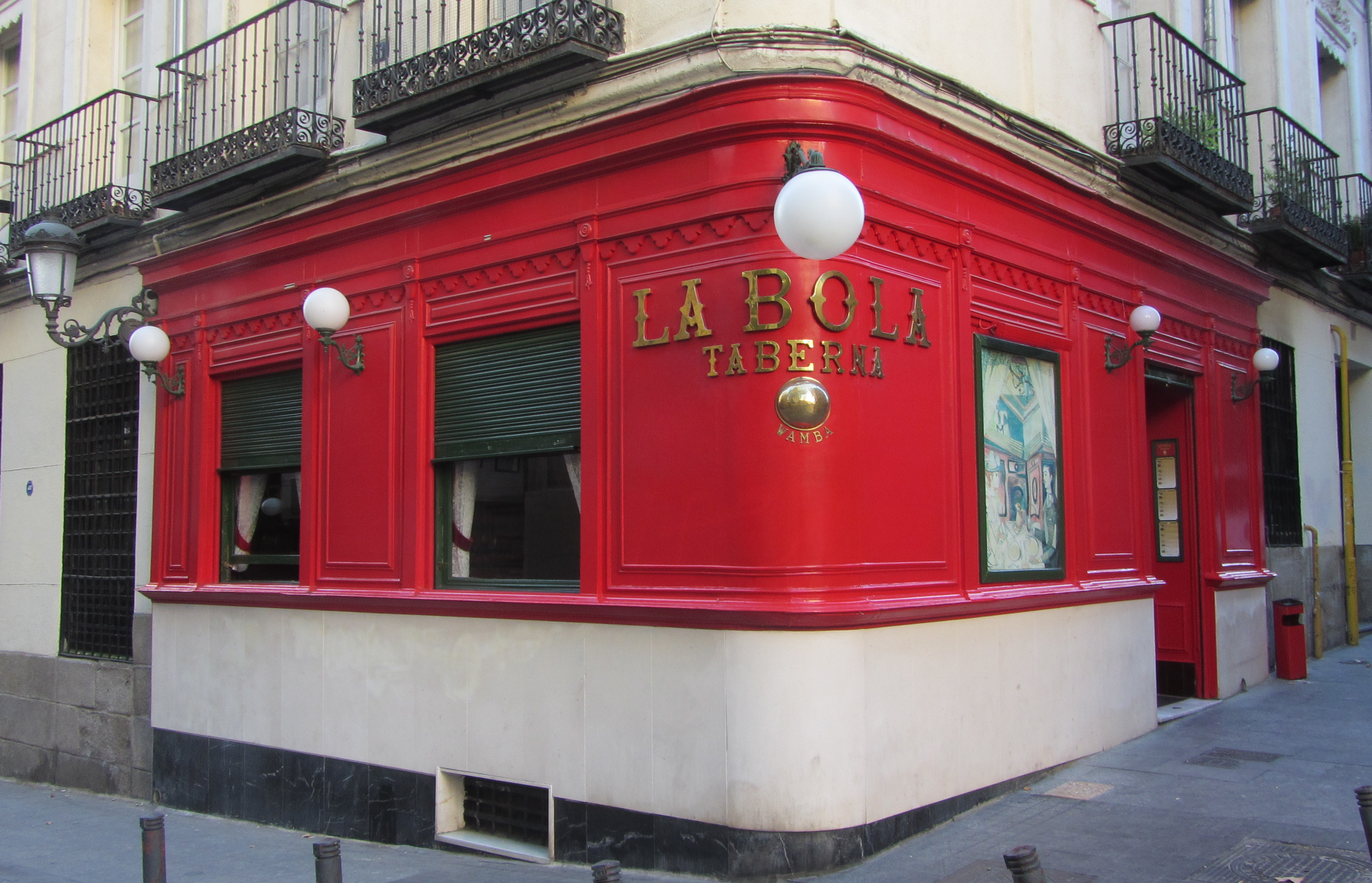
Al número 5, candonada a Guillermo Rolland, la taberna La Bola (en 2014).
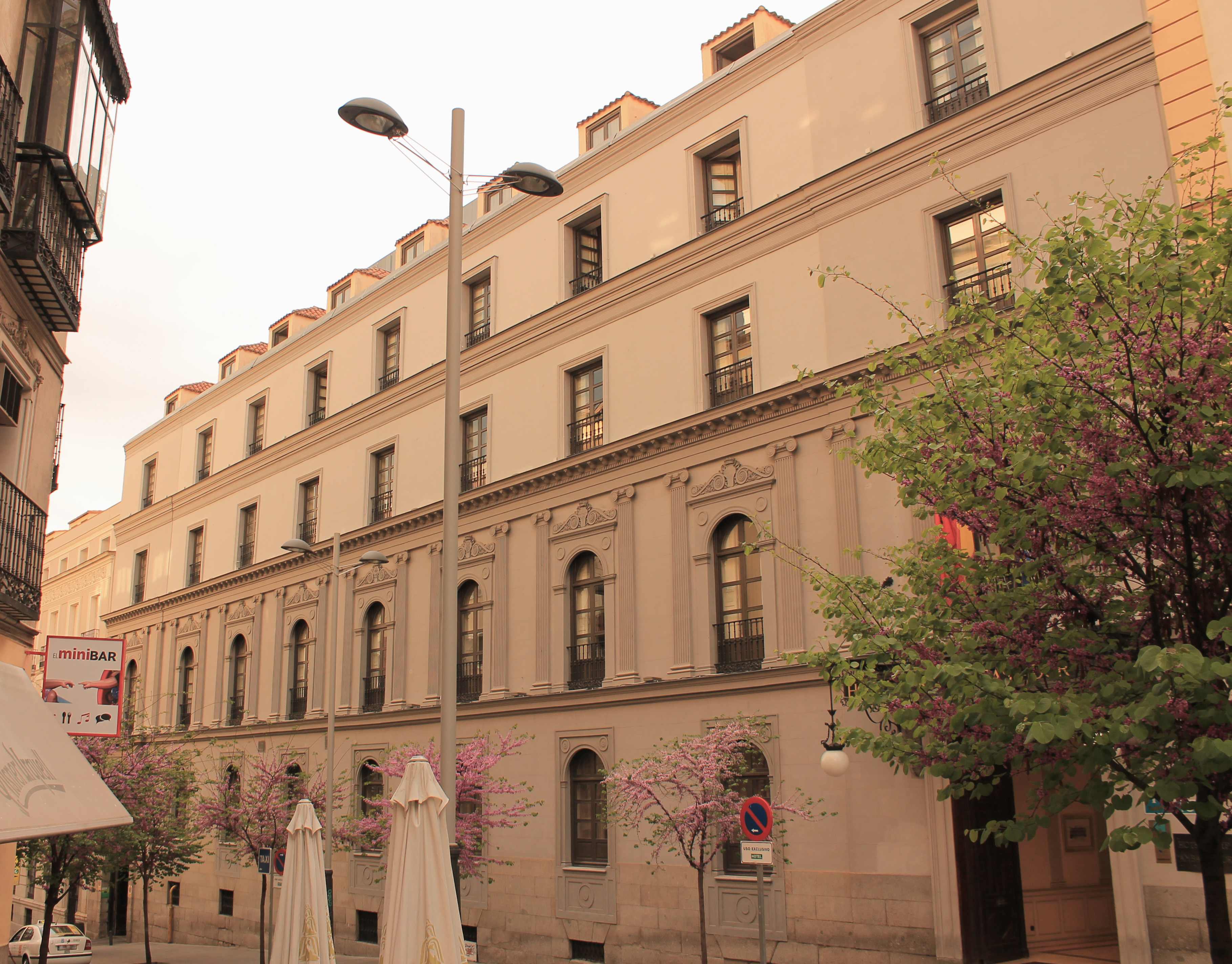
Antic palau del duc de Granada de Ega, convertit en hotel.
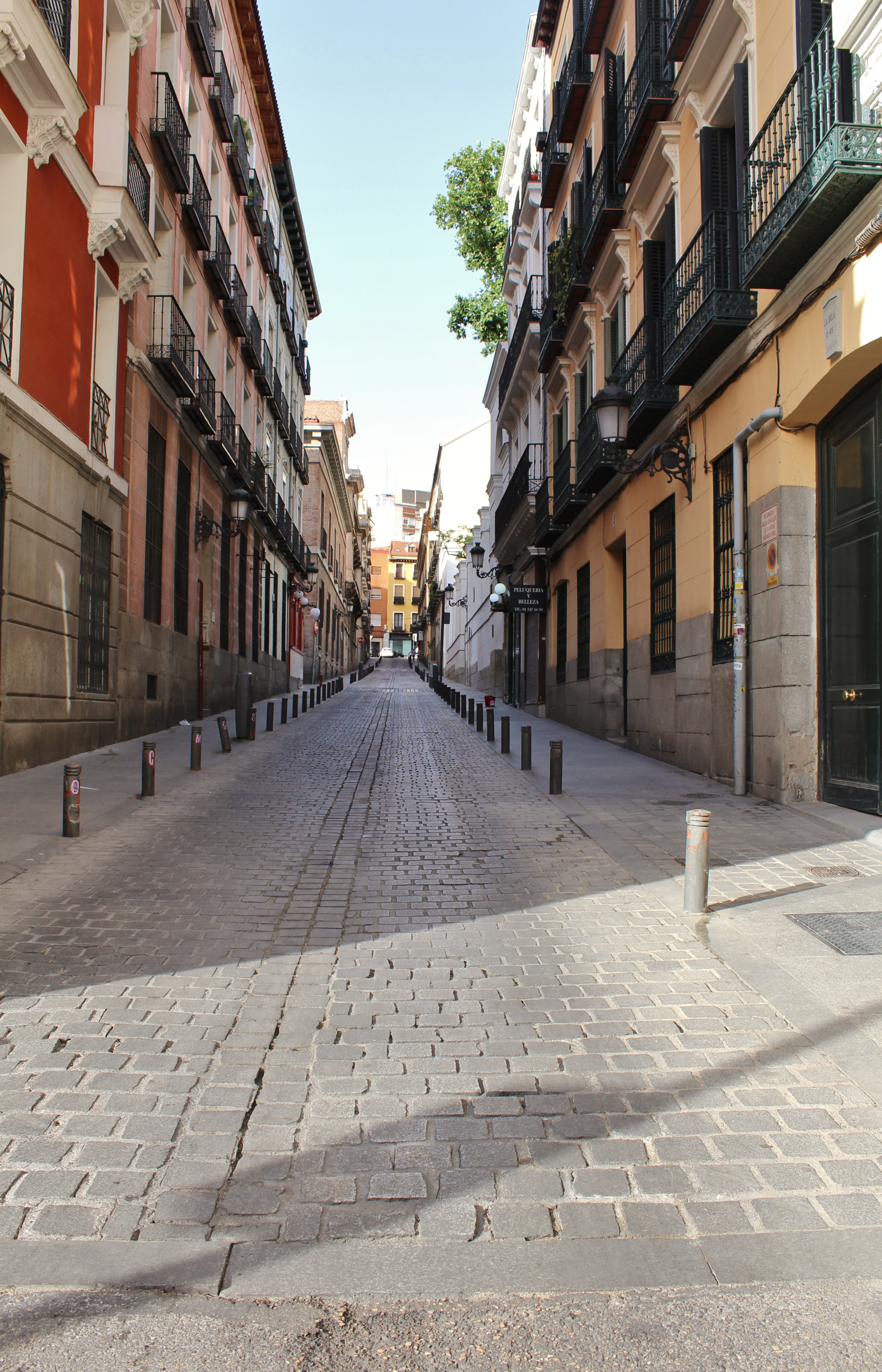
Vista general del carrer, en 2017.